# Ausschuss für Wirtschaft und Energie
Der Ausschuss für Wirtschaft und Energie (zuvor: Wirtschaftsausschuss) ist seit seiner Einrichtung im Jahr 2021 während der 20. Legislaturperiode und 21. Legislaturperiode ein ständiger Bundestagsausschuss.

## Aufgaben
Der Ausschuss ist federführend oder beratend an allen Gesetzentwürfen, Anträgen, Berichten sowie EU-Vorlagen beteiligt, die Wirtschaftspolitik tangieren.
Ein Unterausschuss Regionale Wirtschaftspolitik und ERP-Wirtschaftspläne befasst sich speziell mit dem jährlichen Rahmenplan für die Gemeinschaftsaufgabe Verbesserung der regionalen Wirtschaftsstruktur und dem ERP-Sondervermögen; er analysiert die Ergebnisse der Förderung.

## Vorgängerausschüsse
Die Namensgebung des Ausschusses vor 2013 spiegelt wider, wie sich seine Inhalte und Kompetenzen im Laufe der Jahre gewandelt haben:
- ab 2025: Ausschuss für Wirtschaft und Energie
- 2021–2025: Wirtschaftsausschuss
- 2013–2021: Ausschuss für Wirtschaft und Energie
- 2005–2013: Ausschuss für Wirtschaft und Technologie
- 2002–2005: Ausschuss für Wirtschaft und Arbeit
- 1998–2002: Ausschuss für Wirtschaft und Technologie
- 1969–1998: Ausschuss für Wirtschaft
- 1965–1969: Ausschuss für Wirtschaft und Mittelstandfragen
- 1957–1965: Wirtschaftsausschuss
- 1949–1957: Ausschuss für Wirtschaftspolitik

## Mitglieder

### 21. Deutscher Bundestag
| CDU/CSU – ordentlich                | CDU/CSU – stellv.     | AfD – ordentlich  | AfD – stellv.     | SPD – ordentlich  | SPD – stellv.    | Bündnis 90/Die Grünen – ordentlich | Bündnis 90/Die Grünen – stellv. | Gruppe Die Linke – ordentlich | Gruppe Die Linke – stellv. |
| ----------------------------------- | --------------------- | ----------------- | ----------------- | ----------------- | ---------------- | ---------------------------------- | ------------------------------- | ----------------------------- | -------------------------- |
| Günter Baumgartner                  | Thomas Bareiß         | Marc Bernhard     | Adam Balten       | Daniel Bettermann | Jens Behrens     | Alaa Alhamwi                       | Felix Banaszak                  | Jörg Cezanne                  | Lorenz Gösta Beutin        |
| Wilhelm Gebhard                     | Sascha van Beek       | Dirk Brandes      | Christian Douglas | Helmut Kleebank   | Frank Junge      | Sandra Detzer                      | Katharina Beck                  | Agnes Conrad                  | Janina Böttger             |
| Fabian Gramling                     | Christoph Frauenpreiß | Leif-Erik Holm    | Stefan Henze      | Dunja Kreiser     | Martin Kröber    | Julian-Béla Joswig                 | Rebecca Lenhard                 | Mirze Edis                    | Fabian Fahl                |
| Nicklas Kappe                       | Jonas Geissler        | Malte Kaufmann    | Rainer Kraft      | Mahmut Özdemir    | Holger Mann      | Michael Kellner                    | Kassem Taher Saleh              | Janine Wissler                | Cem Ince                   |
| Hans Koller                         | David Gregosz         | Enrico Komning    | Andreas Mayer     | Jens Peick        | Parsa Marvi      | Sandra Stein                       | Julia Verlinden                 |                               |                            |
| Tilman Kuban                        | Mark Helfrich         | Steffen Kotré     | Christian Reck    | Sebastian Roloff  | Philipp Rottwilm | Katrin Uhlig                       | Johannes Wagner                 |                               |                            |
| Andreas Lenz                        | Anne Janssen          | Bernd Schattner   | Ruben Rupp        | Nina Scheer       | Michael Thews    |                                    |                                 |                               |                            |
| Saskia Ludwig                       | Anne König            | Raimond Scheirich | Manfred Schiller  | Daniel Walter     | Armand Zorn      |                                    |                                 |                               |                            |
| Jan Metzler                         | Stephan Mayer         | Uwe Schulz        | Georg Schroeter   |                   |                  |                                    |                                 |                               |                            |
| Lars Rohwer                         | Christian Moser       | Mathias Weiser    | Kay-Uwe Ziegler   |                   |                  |                                    |                                 |                               |                            |
| Christian von Stetten, Vorsitzender | Carsten Müller        |                   |                   |                   |                  |                                    |                                 |                               |                            |
| Klaus Wiener                        | Sepp Müller           |                   |                   |                   |                  |                                    |                                 |                               |                            |
| Elisabeth Winkelmeier-Becker        | Marvin Schulz         |                   |                   |                   |                  |                                    |                                 |                               |                            |
| Vanessa-Kim Zobel                   | Maria-Lena Weiss      |                   |                   |                   |                  |                                    |                                 |                               |                            |

### 20. Deutscher Bundestag
| SPD – ordentlich                   | SPD – stellv.       | CDU/CSU – ordentlich               | CDU/CSU – stellv.              | Bündnis 90/Die Grünen – ordentlich | Bündnis 90/Die Grünen – stellv. | FDP – ordentlich                  | FDP – stellv.          | AfD – ordentlich        | AfD – stellv.         | Gruppe Die Linke – ordentlich  | Gruppe Die Linke – stellv. |
| ---------------------------------- | ------------------- | ---------------------------------- | ------------------------------ | ---------------------------------- | ------------------------------- | --------------------------------- | ---------------------- | ----------------------- | --------------------- | ------------------------------ | -------------------------- |
| Johannes Arlt                      | Fabian Funke        | Mario Czaja                        | Gitta Connemann                | Maik Außendorf                     | Lisa Badum                      | Nicole Bauer                      | Christian Bartelt      | Leif-Erik Holm Sprecher | Michael Espendiller   | Jörg Cezanne Obmann / Sprecher | Susanne Ferschl            |
| Alexander Bartz                    | Verena Hubertz      | Hansjörg Durz Obmann               | Fabian Gramling                | Felix Banaszak                     | Bernhard Herrmann               | Reinhard Houben Obmann / Sprecher | Carl-Julius Cronenberg | Malte Kaufmann Obmann   | Sebastian Münzenmaier |                                |                            |
| Gabriele Katzmarek                 | Frank Junge         | Michael Grosse-Brömer Vorsitzender | Carsten Körber                 | Katharina Beck                     | Michael Sacher                  | Manfred Todtenhausen              | Karsten Klein          | Enrico Komning          | Bernd Schattner       |                                |                            |
| Esra Limbacher                     | Dunja Kreiser       | Julia Klöckner                     | Maximilian Mörseburg           | Sandra Detzer Obfrau / Sprecherin  | Anne-Monika Spallek             | Gerald Ullrich                    | Lukas Köhler           | Uwe Schulz              | Kay-Uwe Ziegler       |                                |                            |
| Sabine Poschmann                   | Martin Kröber       | Tilman Kuban                       | Peter Ramsauer                 | Chantal Kopf                       |                                 |                                   |                        |                         |                       |                                |                            |
| Sebastian Roloff                   | Parsa Marvi         | Bernhard Loos                      | Jens Spahn                     |                                    |                                 |                                   |                        |                         |                       |                                |                            |
| Markus Töns                        | Andreas Mehltretter | Jan Metzler                        | Christian Freiherr von Stetten |                                    |                                 |                                   |                        |                         |                       |                                |                            |
| Hannes Walter stellv. Vorsitzender | Uwe Schmidt         | Stefan Rouenhoff                   | Klaus Wiener                   |                                    |                                 |                                   |                        |                         |                       |                                |                            |
| Lena Werner                        | Lina Seitzl         | Klaus-Peter Willsch                |                                |                                    |                                 |                                   |                        |                         |                       |                                |                            |
| Bernd Westphal Obmann / Sprecher   | Joe Weingarten      |                                    |                                |                                    |                                 |                                   |                        |                         |                       |                                |                            |

Stand: 11. September 2024

### 19. Deutscher Bundestag
Der Ausschuss hat 49 Mitglieder (16 Mitglieder der CDU/CSU-Bundestagsfraktion, 10 Mitglieder der SPD-Fraktion, 6 Mitglieder der AfD-Fraktion, jeweils 5 Mitglieder der FDP-Fraktion, der Linksfraktion und der Fraktion von Bündnis 90/Die Grünen, 1 seit März 2021 parteiloser Abgeordneter). Ausschussvorsitzender ist Klaus Ernst, sein Stellvertreter Matthias Heider.
| CDU/CSU – ordentliches Mitglied | CDU/CSU – stellvertretendes Mitglied | SPD – ordentliches Mitglied | SPD – stellvertretendes Mitglied | AfD – ordentliches Mitglied | AfD – stellvertretendes Mitglied | FDP – ordentliches Mitglied  | FDP – stellvertretendes Mitglied | Bündnis 90 / Die Grünen – ordentliches Mitglied | Bündnis 90 / Die Grünen – stellvertretendes Mitglied | Linke – ordentliches Mitglied | Linke – stellvertretendes Mitglied |
| ------------------------------- | ------------------------------------ | --------------------------- | -------------------------------- | --------------------------- | -------------------------------- | ---------------------------- | -------------------------------- | ----------------------------------------------- | ---------------------------------------------------- | ----------------------------- | ---------------------------------- |
| Peter Bleser                    | Marie-Luise Dött                     | Ulrich Freese               | Sören Bartol                     | Tino Chrupalla              | Marc Bernhard                    | Reinhard Houben**            | Nicole Bauer                     | Katharina Dröge                                 | Lisa Badum                                           | Lorenz Beutin                 | Sevim Dağdelen                     |
| Hansjörg Durz                   | Oliver Grundmann                     | Timon Gremmels              | Gustav Herzog                    | Heiko Heßenkemper           | Michael Espendiller              | Marcel Klinge                | Britta Dassler                   | Dieter Janecek*                                 | Annalena Baerbock                                    | Klaus Ernst**                 | Fabio De Masi                      |
| Astrid Grotelüschen             | Karl Holmeier                        | Frank Junge                 | Thomas Jurk                      | Leif-Erik Holm              | Bruno Hollnagel                  | Martin Neumann**             | Alexander Kulitz                 | Claudia Müller                                  | Danyal Bayaz                                         | Thomas Lutze**                | Bernd Riexinger                    |
| Matthias Heider                 | Ronja Kemmer                         | Gabriele Katzmarek          | Ralf Kapschack                   | Enrico Komning              | Rainer Kraft                     | Manfred Todtenhausen         | Hagen Reinhold                   | Ingrid Nestle                                   | Sylvia Kotting-Uhl                                   | Pascal Meiser                 | Jessica Tatti                      |
| Mark Helfrich                   | Carsten Körber                       | Falko Mohrs                 | Matthias Miersch                 | Steffen Kotré*/**           | Martin Sichert                   | Gerald Ullrich (seit 01/20)  | Hermann Solms                    | Julia Verlinden                                 | Oliver Krischer                                      | Alexander Ulrich*             | Sahra Wagenknecht                  |
| Axel Knoerig                    | Rüdiger Kruse                        | Sabine Poschmann            | Sascha Raabe                     | Hansjörg Müller             | Dirk Spaniel                     | Sandra Weeser*               | Michael Theurer                  |                                                 |                                                      |                               |                                    |
| Jens Koeppen                    | Carsten Linnemann                    | Andreas Rimkus              | Nina Scheer                      |                             |                                  | Thomas Kemmerich (bis 12/19) |                                  |                                                 |                                                      |                               |                                    |
| Andreas Lämmel*                 | Andreas Mattfeldt                    | Johann Saathoff             | Martina Stamm-Fibich             |                             |                                  |                              |                                  |                                                 |                                                      |                               |                                    |
| Andreas Lenz                    | Karsten Möring                       | Markus Töns                 | Michael Thews                    |                             |                                  |                              |                                  |                                                 |                                                      |                               |                                    |
| Bernhard Loos                   | Petra Nicolaisen                     | Bernd Westphal*/**          | Joe Weingarten                   |                             |                                  |                              |                                  |                                                 |                                                      |                               |                                    |
| Jan Metzler                     | Eckhard Pols                         |                             |                                  |                             |                                  |                              |                                  |                                                 |                                                      |                               |                                    |
| Carsten Müller                  | Peter Ramsauer                       |                             |                                  |                             |                                  |                              |                                  |                                                 |                                                      |                               |                                    |
| Kristina Nordt                  | Torsten Schweiger                    |                             |                                  |                             |                                  |                              |                                  |                                                 |                                                      |                               |                                    |
| Joachim Pfeiffer**              | Andreas Steier                       |                             |                                  |                             |                                  |                              |                                  |                                                 |                                                      |                               |                                    |
| Stefan Rouenhoff                | Christian Freiherr von Stetten       |                             |                                  |                             |                                  |                              |                                  |                                                 |                                                      |                               |                                    |
| Peter Stein                     | Kees de Vries                        |                             |                                  |                             |                                  |                              |                                  |                                                 |                                                      |                               |                                    |
| Klaus-Peter Willsch             |                                      |                             |                                  |                             |                                  |                              |                                  |                                                 |                                                      |                               |                                    |

- *  Obleute

- ** Sprecher

### 18. Deutscher Bundestag
Die Ausschuss hatte 46 Mitglieder (22 der CDU/CSU-Bundestagsfraktion, 14 der SPD-Fraktion, 5 der Linksfraktion und 5 der Bundestagsfraktion Bündnis 90/Die Grünen).
| CDU/CSU – ordentliches Mitglied | CDU/CSU – stellvertretendes Mitglied | SPD – ordentliches Mitglied | SPD – stellvertretendes Mitglied | Die Linke – ordentliches Mitglied | Die Linke – stellvertretendes Mitglied | Bündnis 90 / Die Grünen – ordentliches Mitglied | Bündnis 90 / Die Grünen – stellvertretendes Mitglied |
| ------------------------------- | ------------------------------------ | --------------------------- | -------------------------------- | --------------------------------- | -------------------------------------- | ----------------------------------------------- | ---------------------------------------------------- |
| Thomas Bareiß                   | Marie-Luise Dött                     | Klaus Barthel               | Niels Annen                      | Eva Bulling-Schröter              | –                                      | Annalena Baerbock                               | Kerstin Andreae                                      |
| Hansjörg Durz                   | Michael Fuchs                        | Dirk Becker                 | Martin Dörmann                   | Klaus Ernst                       | –                                      | Katharina Dröge*                                | Thomas Gambke                                        |
| Astrid Grotelüschen             | Alexander Funk                       | Ulrich Freese               | Siegmund Ehrmann                 | Thomas Lutze                      | –                                      | Anja Hajduk                                     | Oliver Krischer                                      |
| Herlind Gundelach               | Alois Gerig                          | Marcus Held                 | Christian Flisek                 | Thomas Nord*                      | –                                      | Dieter Janecek**                                | Cem Özdemir                                          |
| Mark Hauptmann                  | Oliver Grundmann                     | Matthias Ilgen              | Ulrich Hampel                    | Michael Schlecht                  | –                                      | Julia Verlinden**                               | Tabea Rößner                                         |
| Matthias Heider                 | Karl Holmeier                        | Gabriele Katzmarek          | Hubertus Heil                    |                                   |                                        |                                                 |                                                      |
| Andreas Jung                    | Charles M. Huber                     | Sabine Poschmann            | Ralf Kapschack                   |                                   |                                        |                                                 |                                                      |
| Axel Knoerig                    | Thomas Jarzombek                     | Florian Post                | Birgit Malecha-Nissen            |                                   |                                        |                                                 |                                                      |
| Jens Koeppen                    | Steffen Kanitz                       | Johann Saathoff             | Sascha Raabe                     |                                   |                                        |                                                 |                                                      |
| Andreas Lämmel                  | Carsten Körber                       | Hans-Joachim Schabedoth     | Bernd Rützel                     |                                   |                                        |                                                 |                                                      |
| Barbara Lanzinger               | Hans Michelbach                      | Nina Scheer                 | Frank Schwabe                    |                                   |                                        |                                                 |                                                      |
| Andreas Lenz                    | Mathias Middelberg                   | Wolfgang Tiefensee*/**      | Andreas Schwarz                  |                                   |                                        |                                                 |                                                      |
| Ingbert Liebing                 | Carsten Müller                       | Bernd Westphal              | Michael Thews                    |                                   |                                        |                                                 |                                                      |
| Jan Metzler                     | Georg Nüßlein                        | Andrea Wicklein             | –                                |                                   |                                        |                                                 |                                                      |
| Helmut Nowak                    | Wilfried Oellers                     |                             |                                  |                                   |                                        |                                                 |                                                      |
| Joachim Pfeiffer**              | Ulrich Petzold                       |                             |                                  |                                   |                                        |                                                 |                                                      |
| Peter Ramsauer                  | Eckhardt Rehberg                     |                             |                                  |                                   |                                        |                                                 |                                                      |
| Heinz Riesenhuber               | Andreas Scheuer                      |                             |                                  |                                   |                                        |                                                 |                                                      |
| Kristina Schröder               | Christian Freiherr von Stetten       |                             |                                  |                                   |                                        |                                                 |                                                      |
| Peter Stein                     | Kees de Vries                        |                             |                                  |                                   |                                        |                                                 |                                                      |
| Lena Strothmann                 | Kai Wegner                           |                             |                                  |                                   |                                        |                                                 |                                                      |
| Klaus-Peter Willsch             | Albert Weiler                        |                             |                                  |                                   |                                        |                                                 |                                                      |

- *  Obleute

- ** Sprecher

## Ausschussvorsitzende
- 2014–2017: Peter Ramsauer (CSU)
- 2017–2021: Klaus Ernst (Die Linke)
- 2021–2025: Michael Grosse-Brömer (CDU)
- seit 2025: Christian von Stetten (CDU)